# Gérard Brachet
Pour les articles homonymes, voir Brachet.
Gérard Brachet, né le 27 octobre 1944 à Lyon (Rhône), est un ingénieur aéronautique français. Il fut directeur général du Centre national d'études spatiales (CNES).

## Distinctions
- Officier de la Légion d'honneur (30 décembre 2000)[1]
- Officier de l’ordre national du Mérite
- Prix Laurel 1985 de Aviation Week
- Brock Gold Medal award de la Société internationale de photogrammétrie et de télédétection (ISPRS)[2],[3]
- en 1987, il reçoit le prix Icare de l'Association des Journalistes Professionnels de l’Aéronautique et de l’Espace